# Шевченко Євгенія Максимівна
Євге́нія Макси́мівна Шевче́нко (біл. Яўгенія Максімаўна Шаўчэнка; 3 січня 1919—24 квітня 1995) — радянський медик часів Другої світової війни, нагороджена медаллю імені Флоренс Найтінгейл (1967).

## Життєпис
Народилась в селі Вакари, нині — Сєнненського району Вітебської області Білорусі. Рано залишившись без батьків, виховувалась у дитячому будинку. Закінчила Вітебський медичний технікум, працювала фельдшером в амбулаторії містечка Крупки Мінської області.
З початком німецько-радянської війни опинилась на тимчасово окупованій території. Брала участь в партизанському русі, спочатку як зв'язкова партизанського загону імені К. Є. Ворошилова, а з березня 1942 по липень 1944 року — фельдшер партизанського загону Мінської партизанської бригади. Всього за роки війни надала медичну допомогу 139 пораненим партизанам, а також вилікувала від різних хвороб понад 700 осіб.
Після закінчення війни мешкала у місті Скідель Гродненської області, працювала в місцевій поліклініці. Була донором крові, брала активну участь в роботі місцевого осередку Товариства Червоного Хреста.

## Нагороди
12 травня 1967 року удостоєна почесної нагороди Міжнародного комітету Червоного Хреста — медаллю імені Флоренс Найтінгейл.
Нагороджена орденами Леніна (10.05.1965), Вітчизняної війни 2-го ступеня (11.03.1985) і медалями, в тому числі «За відвагу».